# 红月
《红月》是一款出自韩国的2D大型多人在线角色扮演游戏。2001年7月9日，产品正式上市。中国大陆地区运营商亚联。2005年7月，亚联停止运营红月，国服关闭。2006年2月27日，《红月》正式关服停运。